# Styl artystyczny
Styl artystyczny, styl literacki – styl właściwy dla literatury pięknej, oparty na dominacji funkcji estetycznej. Może się cechować występowaniem różnych środków językowych właściwych danej epoce (onomatopeje, porównania, metafory, epitety, rym, rytm), bogactwem słownictwa, środków obrazowania, obecnością elementów innego stylu itp.
Nie istnieje jednolity model stylu artystycznego, a jego właściwości są różnie ujmowane. Według Jonathana Cullera można wyróżnić pięć charakterystycznych cech określających specyfikę literatury artystycznej:
1. Literatura kładzie akcent na sam charakter języka;
2. Literatura łączy różne jednostki językowe, budując między nimi skomplikowane korelacje;
3. Literatura przedstawia świat fikcyjny;
4. Literatura jest oderwana od kontekstów praktycznych, jej celem jest wywołanie przyjemności estetycznej;
5. Literatura jest konstruktem autorefleksyjnym funkcjonującym w stałym dialogu z innymi tekstami.

Henryk Markiewicz również zwrócił uwagę na obrazowość literatury, ujmując ją jako język emotywny, wyrażający postawy, emocje i oceny, a także podkreślił niejednoznaczność przekazu jako fundamentalną cechę tekstów artystycznych.
Zbiór tekstów uznawanych za artystyczne oraz pełniących funkcję estetyczną cechuje się znaczną heterogenicznością, a samo rozumienie pojęcia tekstu artystycznego jest zmienne i zależne od kontekstu historyczno-kulturowego.